# انبار غله

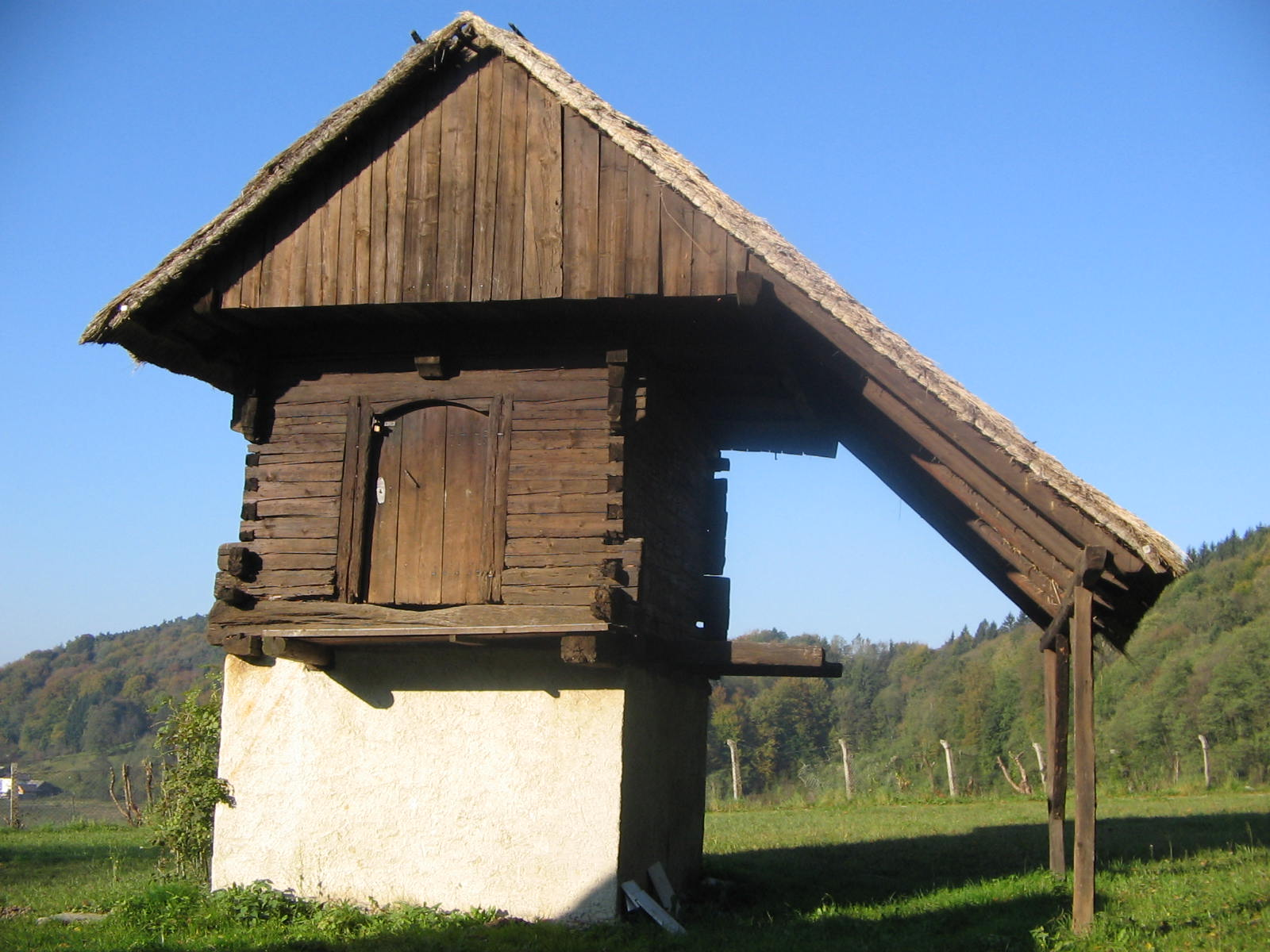
یک انبار غله

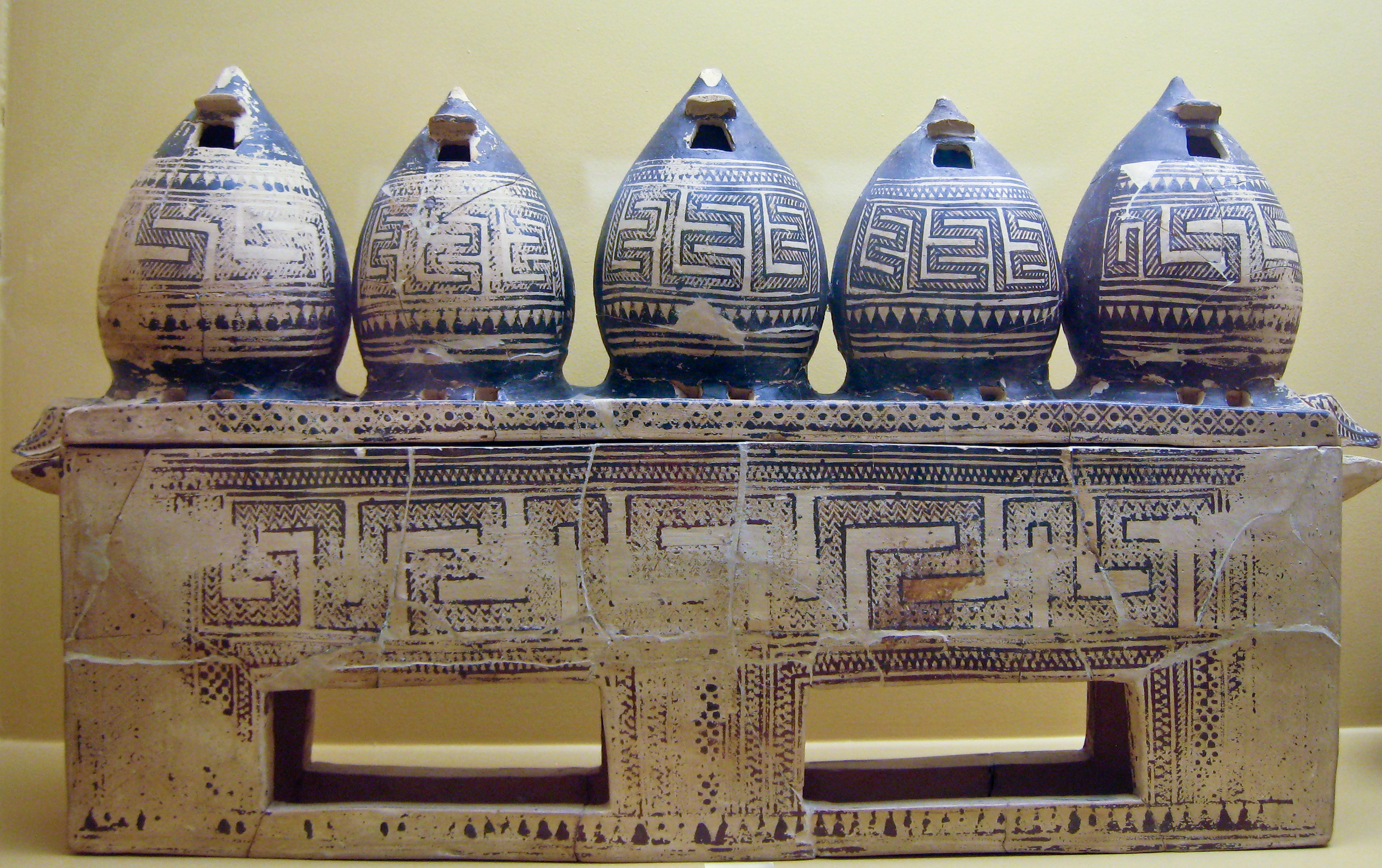
هنر هندسی یونان باستان به شکل انبار غله

 انبار غله به ساختمانی مسقف برای نگهداری غله یا غذای دام گفته می‌شود که می‌تواند به صورت اتاقی از انبار کاه باشد. انبار غله‌های باستانی از جنس سفال بودند. انبارهای غله را بالاتر از سطح زمین می‌ساختند تا از دسترس جانوران موزی مانند موش درامان باشد.

## تاریخچه
ساخت انبار غله به دوران باستان حدود ۹۵۰۰ سال پیش از میلاد مسیح باز می‌گردد. و اولین آثار در منطقهٔ حاشیه‌ای رود اردن مربوط به دوران نوسنگی پیش‌ازسفال می‌شود.
در ابتدا در میان ساختمان‌ها ساخته می‌شد و در هزاره هشتم آن را به درون ساختمان در اتاق مخصوص انتقال دادند. اولین انبارهای غله ابعادی در حدود ۳ متر در ۳ متر داشتند و در بیرون خانه و به صورت آویزان که به علت عبور هوا و تهویهٔ هوا غله‌ها را از حمله حشرات درامان می‌داشت.
سیلو نیز یک نوع انبار غله محسوب می شود.